# RT-11
RT-11 (Real-time 11) is een stopgezet compact single-user realtimebesturingssysteem voor de volledige lijn van Digital Equipment Corporation PDP-11 16 bit-minicomputers. Het werd veel toegepast voor real-time computersystemen, procescontrole en data-acquisitie op alle PDP-11's. RT-11 werd ook gebruikt voor goedkope algemene computertoepassingen.

## Beschrijving
RT-11 is geschreven in assembleertaal. Het intensieve gebruik van de functies van de MACRO-11-assembler zorgde voor een aanzienlijke mate van configureerbaarheid en stelde programmeurs in staat om instructies te specificeren die niet in machinecode beschikbaar waren. RT-11-distributies bevatten de broncode van het besturingssysteem en de bijbehorende apparaatstuurprogramma's, waarbij alle commentaren en opmerkingen verwijderd waren. Een programma met de naam "SYSGEN" kon het besturingssysteem en de stuurprogramma's bouwen volgens een door de gebruiker opgegeven configuratie. De documentatie voor ontwikkelaars bevatte de broncode van de kernel inclusief commentaren en opmerkingen.
Stuurprogramma's konden dynamisch geladen worden. Omdat RT-11 algemeen gebruikt werd voor apparaatbesturing en gegevensverzameling, was het gebruikelijk dat ontwikkelaars apparaatstuurprogramma's schreven of verbeterden. DEC moedigde dit aan door de hardware en de werking van het besturingssysteem uitgebreid te documenteren.
RT-11-systemen ondersteunden geen preëmptieve multitasking, maar de meeste versies konden gelijktijdig meerdere applicaties uitvoeren. Alle varianten van RT-11 boden een achtergrondtaak. Sommige varianten boden ook een voorgrondtaak en zes systeemtaken als ze werden geselecteerd via het SYSGEN-systeemgeneratieprogramma. Deze taken hadden vaste prioriteiten, met de achtergrondtaak als laagste en de voorgrondtaak als hoogste. Het was mogelijk om te schakelen tussen taken vanuit de gebruikersinterface.
Gebruikers bedienden RT-11 over het algemeen via een teleprinter of een videoterminal. DEC ondersteunde ook de VT11 en VS60 grafische terminals met een lichtpen voor grafische invoer. De Keyboard Monitor (KMON) interpreteerde de opdrachten die door de gebruiker werden gegeven en riep verschillende hulpprogramma's aan. Veel van de commando's en apparaatnamen in RT-11 doken later ook op in het DOS-besturingssysteem, dat veel concepten van RT-11 leende.

## Versies
Gebruikers konden kiezen uit diverse varianten met verschillende niveaus van ondersteuning voor multitasking, geheugengrootte en aparte I & D (instructie en data) adresruimte. De "unmapped"-varianten waren geschikt voor systemen die alleen over 64 kB kerngeheugen beschikken. De "mapped"-varianten waren voor systemen met extended (of mapped) geheugen.

### Unmapped
- RT-11SJ (Single Job) staat slechts één taak toe. Dit was de initiële distributie.
- RT-11BL (Base-line) een uitgeklede versie van SJ met minimaal geheugengebruik en zonder optionele functies.[3]
- RT-11FB (Foreground/Background) ondersteunt twee taken: een niet-interactieve voorgrondtaak met hoge prioriteit en een interactieve achtergrondtaak met lage prioriteit.[1]

### Mapped
- RT-11XB enkele taak, ondersteunt geen I & D-scheiding.[4]
- RT-11XM (eXtended Memory), een uitbreiding van FB[1] die ondersteuning biedt voor geheugen groter dan 64 kB, maar vereist een minicomputer met hardware voor geheugenbeheer. Gedistribueerd vanaf ca. 1975. Tot 8 gelijktijdige taken.[4]
- RT-11ZB enkele taak, ondersteunt I & D-scheiding.[4]
- RT-11ZM biedt ondersteuning voor PDP-11-systemen met afzonderlijke instructie- en dataruimte (zoals op de Unibus-gebaseerde 11/44, 45, 55, 70, 84 en 94 en de Q-Bus-gebaseerde 11/53, 73, 83 en 93.) Tot 8 gelijktijdige taken.[4]

## Andere besturingssystemen voor de PDP-11
DEC verkocht ook RSX-11, een multiuser, multitasking besturingssysteem met realtime functies, en RSTS/E (oorspronkelijk RSTS-11 genoemd), een multiuser time-sharing systeem. RT-11 bleef echter het besturingssysteem bij uitstek voor data-acquisitiesystemen waar realtime respons vereist was. Het Unix-besturingssysteem werd ook populair, maar miste de realtime functies en extreem kleine omvang van RT-11.